# 高台镇 (绥中县)
高台镇，是中华人民共和国辽宁省葫芦岛市绥中县下辖的一个乡镇级行政单位。

## 行政区划
高台镇下辖以下地区：
水口村、洼甸村、二道村、胡家村、前朱村、腰古城寨村、三道村、牛彦沟村、万陈村、北赵村、黑水台村、马路岭村和莲花池村。